# Хвърляне на ласо
„Хвърляне на ласо“ (на английски: Lasso Thrower) е американски ням късометражен уестърн от 1894 година на режисьора Уилям Кенеди Диксън с участието на Висенте Оропеса, заснет в студиото Блек Мария при лабораториите на Томас Едисън в Ню Джърси. Кадри от филма не са достигнали до наши дни и той се смята за изгубен.

## Сюжет
Шампионът по хвърляне на ласо Винсенте Оре Пасо (Висенте Оропеса), който по това време е бил активен участник в шоуто на Бъфало Бил, демонстрира своите умения пред камерата.

## В ролите
- Висенте Оропеса като Винсенте Оре Пасо[3]

## Продукция
Филмът е заснет в един и същи ден, 6 октомври 1894 година, заедно с друг филм- Дуел с мексикански ножове и се смята, че двата филма представят за първи път в историята на кинематографията мексиканци пред камера. Сцените в тях са били актуално разигравани в „Шоуто на Бъфало Бил за Дивия запад“, което във въпросния ден е било на турне в близост до лабораториите на Томас Едисън в Ню Джърси.